# Tolshave Mose
Tolshave Mose er et fredet moseområde beliggende ved Jerup, mellem Elling og Ålbæk i Vendsyssel omkring 12 kilometer nordvest for Frederikshavn.

## Landskabet
Landskabet har en mosaikagtig struktur, der veksler mellem hedestrækninger, moser, enge, opdyrkede marker og småskov. Det er en sammensætning, der er ideel for en stor del af den vilde flora og fauna, idet det giver gode vilkår for spredning, skjul og føde, og 154 hektar blev fredet i 2004, for at sikre levevilkårene for den sjældne dagsommerfugl hedepletvinge. Af de 154 ha, som er fredede, er ca. 88 ha naturarealer som mose, hede, overdrev, eng og sø. Ca. 20 ha er bevokset med skov, og resten er agerjord.
Tolshave-området er beliggende på Skagens Odde, der hovedsageligt er dannet som et system af parallelle strandvolde oven på hævet havbund. Oddedannelsen er foregået over de sidste 5-7.000 år, og både Skagerrak og Kattegat har bidraget med materiale til strandvoldene. På oddens nordligste halvdel er strandvoldene kun synlige få steder, idet den store sandflugtsperiode i 1500-1800-tallet har udvisket landskabets oprindelige træk. Men længere mod syd har sandflugten ikke haft nogen nævneværdig betydning, og her er sporene tydelige.
Strandvoldsstrukturen er meget tydelig. De enkelte jordparceller er langstrakte og orienterede i retningen nordvest-sydøst, som er de gamle strandvoldes længderetning på dette sted. Strandvoldene er 2-5 m høje med meget varierende bredde. De kaldes også rimmer, mens de fugtigere og lavereliggende partier mellem rimmerne hedder dobber. 
Det fredede område grænser til alle sider op til tilsvarende mosaikagtige landskaber.
Der er flere kanaler, som afvander området. Som et led i fredningen hævedes vandstanden noget; det vil fremme etableringen eller fastholdelsen af den ønskede biotoptype, bl.a. ved at mindske tilgroningen med buske og træer.
Tolshave Mose er en del af Natura 2000-område nr. 3 Jerup Hede, Råbjerg og Tolshave Mose, der var et af hovedfokusområderne for LIFE ASPEA-projektet til bevarelse af Hedpletvinge.

## Eksterne kilder og henvisninger
- Om fredningen på fredninger.dk
- Naturplanen 2016-2021

57°30′51.85″N 10°23′59.44″Ø / 57.5144028°N 10.3998444°Ø